# Dampiera tephrea
Dampiera tephrea är en tvåhjärtbladig växtart som beskrevs av M.T.M. Rajput och R.C. Carolin. Dampiera tephrea ingår i släktet Dampiera, och familjen Goodeniaceae. Inga underarter finns listade i Catalogue of Life.